# Duck Amuck
Duck Amuck és un curtmetratge d'animació surrealista dirigit per Chuck Jones i produït per Warner Bros. Cartoons. El curt va ser estrenat el 1953 per The Vitaphone Corporation, la divisió de curtmetratges de Warner Bros. Pictures, com a part de la sèrie Merrie Melodies.
El curtmetratge és protagonitzat per Daffy Duck, qui pateix un turment a mans d'un sàdic i anònim animador qui canvia a Daffy de fons, vestimenta, veu i fins i tot aparença física. L'ànec intentarà, sense èxit, que el curtmetratge es desenvolupe amb normalitat; mentre el desconegut animador -a la fi del curt es descobreix que es tracta de Bugs Bunny- ignora les demandes de Daffy o les interpreta literalment.
El 1994 va aparèixer en segona posició al llibre The 50 Greatest Cartoons, on s'elegien els 50 millors curtmetratges animats de la història.
El 1999 el curt va ser seleccionat per la Biblioteca del Congrés dels Estats Units per tal que se'l preservara al registre nacional de pel·lícules. Aquest va ser el segon dels tres curtmetratges de Chuck Jones en rebre aquest honor (sent els altres What's Opera, Doc? de 1957 i One Froggy Evening de 1955). Jones és l'únic director amb tres curtmetratges animats al registre.